# Friedrich Arnold Steinmann
Friedrich Arnold Steinmann (* 7. August 1801 in Cleve; † 9. Februar 1875 in Münster) war ein deutscher Jurist und Schriftsteller.

## Leben und Werk
Steinmann studierte Rechtswissenschaft in Bonn und Heidelberg. Während seines Studiums in Bonn wurde er Mitglied der burschenschaftlichen Allgemeinheit. Nach Abschluss seines Studiums fand er eine Stelle beim Oberlandesgericht Münster. Wegen seiner in Geschichte der Revolution in Preußen vorgetragenen Meinung wurde er seiner Stelle enthoben. Er blieb danach Schriftsteller und befasste sich unter anderem auch mit dem Werk von Heinrich Heine, mit dem er kurze Zeit in Düsseldorf die Schulbank geteilt, 1819/20 in Bonn Jura studiert hatte und zeitweilig einen Briefwechsel führte.
Berüchtigt wurde Steinmann später durch die Publikation mehrerer Bände Nachträge zu Heinrich Heine’s Werken, die verschiedene nachgelassene Dichtungen und Briefe Heines enthalten, sich aber durchweg als Fälschungen Steinmanns herausstellten.
Unter dem Namen Heines ließ Steinmann folgende Werke erscheinen:
- H. Heine: Dichtungen. Erster Theil. Romanzen, Balladen, Traumbilder, Lieder, Eisenbahnbilder, Zeitgedichte. Amsterdam: Binger 1861
- H. Heine: Dichtungen. Zweiter Theil. Vermischte Gedichte, Sonette, Auf rother Erde, Aus der Matratzengruft, Erzählendes, Burlesken, Parodieen, Scherze, Verschollenes. Amsterdam: Binger 1861
- H. Heine: Berlin. Herbstmährchen in 27 Kapiteln. Amsterdam: Binger 1861
- H. Heine: Briefe. Hrsg. von Friedrich Steinmann. 2 Bde. Amsterdam: Binger 1861[1]

Die Echtheit dieser angeblichen Heine-Texte wurde bald nach ihrer Publikation in der Öffentlichkeit bestritten. Vor allem Alfred Meißner widersprach und wies darauf hin, dass sich in Heines Nachlass keine Zeile dieser – künstlerisch ohnehin fragwürdigen – Dichtungen fände, auch kein Hinweis auf ihre Existenz. Gegen die Angriffe setzte sich Steinmann 1861 mit einer Broschüre Der Froschmäusekrieg wider H. Heine’s Dichtungen zur Wehr, ohne überzeugen zu können. „Diese Fälschungen gaben jedoch immerhin dem Verleger Campe den Anlaß, sich um eine zuverlässige Ausgabe aller Texte zu bemühen.“

## Schriften
- Münsterische Geschichten, Sagen, Legenden und Sprüchwörter. 1825, Volltext in der Google-Buchsuche
- Briefe aus Berlin. 2 Bände, 1832, Band 1, Band 2 in der Google-Buchsuche
- Berliner Schwärmer, Raketen und Leuchtkugeln. 1832
- Die römisch-hierarchische Propaganda, ihre Partei, Umtriebe und Fortschritte in Deutschland. Mit Rückblicken auf die Opposition des Erzbischofs von Köln nach unumstößlichen Thatsachen geschildert vom Verfasser der Schrift: "Der Erzbischof von Köln, seine Principien und Opposition." Brockhaus, Leipzig 1838 Digitalisat
- Mefistofeles. Revue der deutschen Gegenwart in Skizzen und Umrissen. Leipzig bzw. Kassel; ab Jg. 1843: Münster. 5 Bde. 1842–1844
- Geschichte der Revolution in Preußen. 1849, Volltext in der Google-Buchsuche
- Heinrich Heine. Denkwürdigkeiten und Erlebnisse aus meinem Zusammenleben mit ihm. Prag u. Leipzig: Kober, 1857
- Der Froschmäusekrieg wider H. Heine's Dichtungen. Amsterdam: Binger 1861
- Ein Spaziergang durch Krähwinkel nebst einigen Briefen aus demselben / von dem quiesc. Runkel-Rüben Commissions-Assessor Sperling. Hrsg. von Gerd Brinkhus. Klöpfer & Meyer, Tübingen 1995, ISBN 3-9803240-3-6.